# Buurtinformatienetwerk

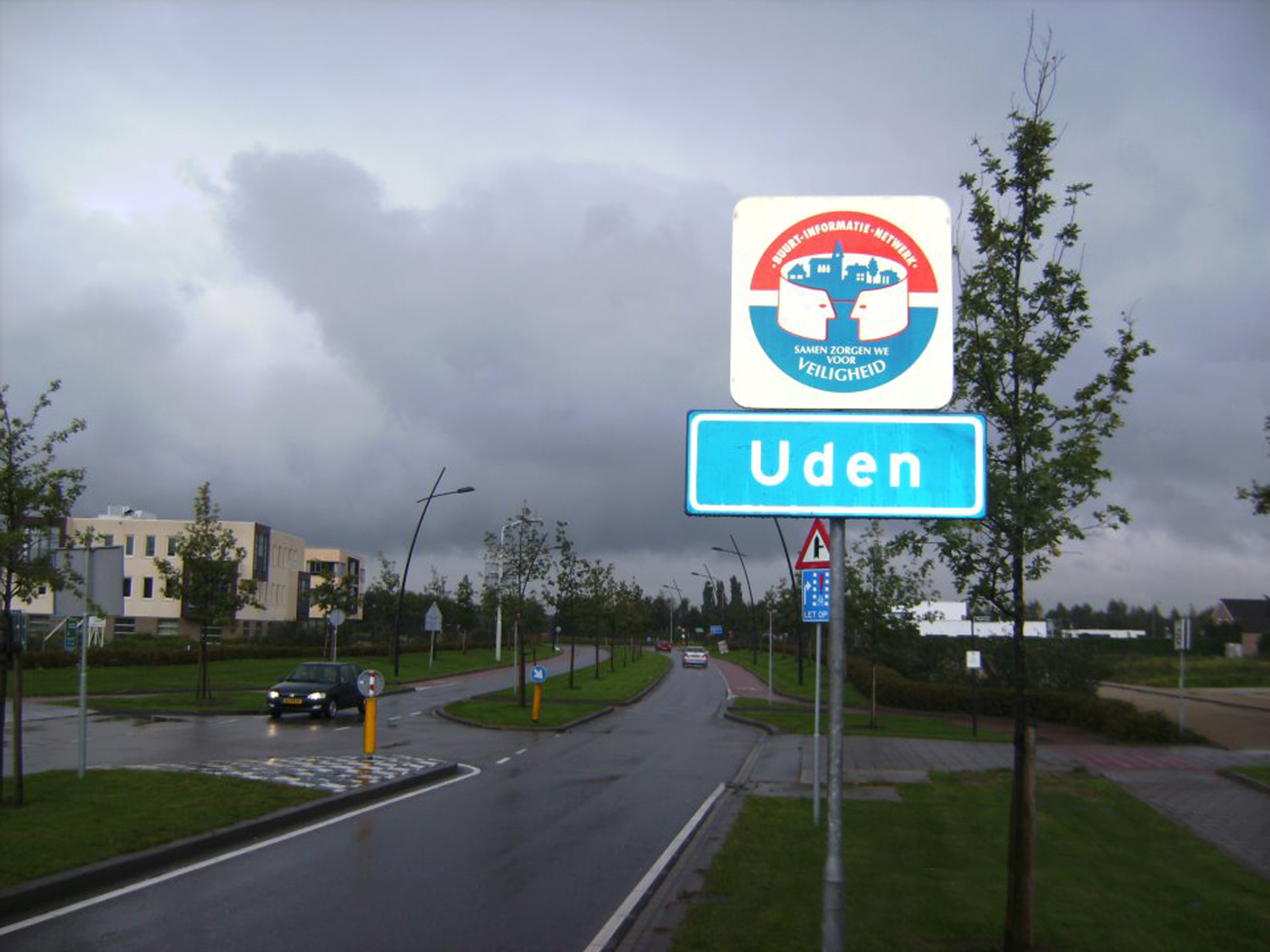
Binbord Uden Zuid

Een buurtinformatienetwerk of kortweg BIN is een communicatiesysteem tussen burgers in een bepaalde wijk en de lokale politie. Het is een van oorsprong Belgisch preventieproject tegen inbraken.

## Doel
Sinds 1995 bestaat de mogelijkheid tot het oprichten van een BIN. Het BIN heeft als doel het algemene veiligheidsgevoel te verhogen. Daarnaast zou het een aantal sociale en preventieve taken kunnen vervullen. De bewoners van een wijk worden aangespoord om samen te werken aan een positieve omgeving. Deelname is op vrijwillige basis.

### Doelstellingen
- Veiligheidsgevoel verhogen
- Versterken van de sociale cohesie
- Bewust zijn van het belang van criminaliteitspreventie
- Voorkomen van criminaliteit en het geven van informatie over brandpreventie en het voorkomen van CO-intoxicatie.
- Samenwerking tussen burger en politie bewerkstelligen door informatie-uitwisseling

### Basisprincipes
- Het beheer van de informatie is de verantwoordelijkheid van de politie
- Handhaven van orde en veiligheid is een opdracht van politie: burgers zullen dus geen patrouille of gerichte zoekacties organiseren, confrontaties aangaan en dergelijke
- BIN organiseert zich op initiatief van de bevolking

### Werking
Als een inwoner van een BIN-zone naar de politie belt om een verdachte handeling of diefstal te melden, dan start de politie in dringende gevallen het BIN-netwerk op. De politie stuurt een bericht via de BIN-foon naar de BIN-coördinator, die dan op zijn beurt het bericht doorstuurt naar alle leden. Dit bericht is een ingesproken boodschap van de politie om waakzaam te zijn en bijvoorbeeld alle buitenverlichting aan te steken. Via e-mail krijgen de BIN-leden ook regelmatig feedback van de meldingen vanuit het BIN en informatie over beveiligingstips en over situaties waarvoor zij oplettend dienen te zijn. De BIN-coördinator stuurt dit door naar de BIN-leden.

## BIN-bord
Een BIN bord geeft aan dat een wijk een buurtinformatienetwerk heeft. Het bord wordt geplaatst op de hoek van een straat en geeft dus het begin en het einde van de wijk aan.

## Kosten
De kostprijs voor de totale organisatie (beheren en opvolgen van de gegevens van de BIN-leden, het versturen en opvolgen van berichten via sms en mail, de mogelijkheid aan de politiediensten om een bericht online ter beschikking te stellen, de controle en historiek) kan variëren. Gaande van 12 tot 25 euro (Waasmunster) per BIN-lid per werkjaar. Als gemeentebesturen en politiediensten infrastructureel of financieel bijdragen aan een BIN-project zijn de kosten voor BIN-leden gevraagd lager of gratis.

## BIN in Nederland
Het BIN werd in 2006 voor het eerst in Nederland ingevoerd door de wijkraad van de woonwijk Uden Zuid. Na enkele inbraakgolven in deze nieuwbouwwijk werd, in overleg met de gemeente Uden en de plaatselijke politie, gekozen voor het Belgische BIN-concept als preventieproject tegen inbraken. Deelnemers worden middels een op de hoogte gehouden van politieberichten over criminele activiteiten in de wijk en doen meldingen. Deze interacties tussen politie en bewoners verhoogt de sociale cohesie in de wijk. In de wijk Uden Zuid wordt ten behoeve van het Buurt Informatie Netwerk gebruikgemaakt van een mailinglijst, aangevuld met een internetsite, Facebook en Twitter. Op straatniveau wordt gewerkt met buurt-apps. Er zijn ook BIN's opgericht in onder andere Landerd, Vlijmen, Heusden, Veghel en 's-Hertogenbosch.